# Heptathela yunnanensis
Heptathela yunnanensis är en spindelart som beskrevs av Song och Haupt 1984. Heptathela yunnanensis ingår i släktet Heptathela och familjen ledspindlar. Inga underarter finns listade i Catalogue of Life.